# 2000년 한국프로야구 신인 드래프트
2000년 한국프로야구 신인선수 지명회의는 지역 연고를 바탕으로 한 '1차 지명'과 지역 연고에 상관없이 지명하는 '2차 지명'으로 이루어져 있다.

## 1차 지명
- 구단 순서는 A~Z, 가나다 순.

| 구단            | 성명   | 출신학교                  | 포지션 | 비고                                                                                |
| --------------- | ------ | ------------------------- | ------ | ----------------------------------------------------------------------------------- |
| LG 트윈스       | 최경환 | 성남고등학교 - 경희대학교 | 외야수 | 1995년 2차 5순위(LG 트윈스) 지명 후 보스턴 레드삭스 입단 2000년 1차 지명(LG 트윈스) |
| 두산 베어스     | 문상호 | 충암고등학교              | 투수   | 1군 출전경기 없음 2006년 은퇴 TBC dream FM 라디오 야구 해설위원 (2021~)             |
| 롯데 자이언츠   | 강민영 | 경남고등학교              | 투수   | 2007년 부상으로 인하여 은퇴                                                         |
| 삼성 라이온즈   | 배영수 | 경북고등학교              | 투수   | 두산 베어스 1군 불펜코치 (2021 ~)                                                   |
| 쌍방울 레이더스 | 이승호 | 1981년생 군산상업고등학교 | 투수   | SK 와이번스 인계 SSG 랜더스 2군 투수코치 (2022~)                                    |
| 한화 이글스     | 조규수 | 북일고등학교              | 투수   | 평택시 리틀야구단 감독 (2014년 ~ 현재)                                              |
| 해태 타이거즈   | 김성호 | 광주상업고등학교          | 포수   | 1981년생 건국대학교 진학 2004년 입단                                                |
| 현대 유니콘스   | 이상현 | 춘천고등학교              | 투수   | 1981년생 강원도 지역 최초로 지명                                                    |

## 2차 지명
2차 지명 구단 순서는 1999년 리그 순위의 역순이다. 
 ※이름에 가로줄이 그어진 것은 구단이 해당 선수에 대한 지명권을 포기했음을 의미함.
| 지명 순위 | 쌍방울                    | 해태                   | LG                     | 현대                   | 삼성                   | 두산                            | 롯데                   | 한화                   |
| --------- | ------------------------- | ---------------------- | ---------------------- | ---------------------- | ---------------------- | ------------------------------- | ---------------------- | ---------------------- |
| 1         | 마일영 (대전고,투수)      | 전하성 (선린정보,투수) | 장준관 (대구상고,투수) | 이동학 (마산고,투수)   | 김주찬 (충암고,내야)   | 구자민 (경동고,투수)            | 정진수 (공주고,투수)   | 이범호 (대구고,내야)   |
| 2         | 엄정욱 (중앙고,투수)      | 강영식 (대구상고,투수) | 김광수 (인천고,투수)   | 오윤 (북일고,포수)     | 이명호 (배명고,내야)   | 방승재 (충암고,내야)            | 박기혁 (대구상고,내야) | 전난수 (전주고,투수)   |
| 3         | 배홍철 (경남상고,투수)    | 김현율 (마산상고,투수) | 김태완 (경남고,내야)   | 유한준 (유신고,내야)   | 박수환 (분당중앙,투수) | 성민국 (부산고,포수)            | 서정호 (경남고,외야)   | 권영근 (덕수정보,내야) |
| 4         | 김교욱 (청원정보,투수)    | 이영수 (대구상고,내야) | 김진욱 (경남고,포수)   | 한동희 (군산상고,외야) | 정승찬 (대구고,투수)   | 장원영 (경남상고-제주관대,투수) | 황이갑 (춘천고,내야)   | 고동진 (대전고,내야)   |
| 5         | 손석만 (강릉고,포수)      | 최희영 (경동고,투수)   | 송현우 (인천고,투수)   | 백영운 (한서고,투수)   | 백주한 (마산상고,투수) | 정재훈 (배명고,내야)            | 박진환 (경남고,내야)   | 조문기 (중앙고,포수)   |
| 6         | 맹민호 (선린정보,투수)    | 김상현 (군산상고,내야) | 박기남 (배재고,내야)   | 김성태 (장충고,투수)   | 진종길 (부산고,내야)   | 홍마태 (중앙고,외야)            | 이기선 (부산고,투수)   | 조영민 (광주일고,투수) |
| 7         | 이성재 (배명고,내야)      | 전준호 (동산고,외야)   | 민경수 (충암고,투수)   | 김기식 (동산고,투수)   | 박민석 (경기고,투수)   | 정진용 (홍익대,투수)            | 강관식 (공주고,투수)   | 허진석 (덕수정보,투수) |
| 8         | 안용휘 (신일고,내야)      | 서남원 (경동고,투수)   | 허용 (선린정보,외야)   | 김지성 (경북고,내야)   | 김종훈 (장충고,투수)   | 홍석균 (경동고,내야)            | 조정우 (경남고,투수)   | 김상엽 (부산고,외야)   |
| 9         | 박정권 (전주고,내야)      | 박정현 (서울고,내야)   | 박종관 (경동고,포수)   | 김동성 (영흥고,포수)   | 정경주 (휘문고,외야)   | 맹진영 (부천고,투수)            | 최승순 (춘천고,내야)   | 이창훈 (천안북일,내야) |
| 10        | 김성범 (영남대-상무,포수) | 주창훈 (광주상고,내야) | 손기현 (경주고,투수)   | 신철인 (제주관대,투수) | 이지민 (제물포고,외야) |                                 | 전영삼 (동아대,내야)   | 방진호 (경남대,내야)   |
| 11        | 김명완 (전주고,투수)      | 김낙원 (경남고,투수)   | 심수창 (배명고,투수)   | 장요상 (전주고,외야)   | 박주동 (대구상고,외야) |                                 | 최금주 (부산상고,내야) | 조윤채 (동국대,내야)   |
| 12        | 김형규 (청주기공,외야)    | 김원일 (군산상고,투수) | 이준 (건국대,투수)     | 장호철 (인천고,내야)   | 하기옹 (신정고,내야)   |                                 |                        | 이상현 (중앙대,내야)   |

## 출신학교 별 정리

### 대학교
- 경희대학교 : 최경환(LG 1차)

### 고등학교

#### 서울권
- 충암고등학교 : 문상호 (두산 1차), 방승재 (두산 2차 2순위)
- 중앙고등학교 : 엄정욱 (쌍방울 2차 1순위)
- 선린정보고등학교 : 전하성 (해태 2차 1순위),허용(LG 2차 8순위)
- 경동고등학교 : 구자민 (두산 2차 1순위)
- 배명고등학교 : 이명호 (삼성 2차 2순위)
- 덕수정보고등학교 : 권영근 (한화 2차 3순위)

#### 인천, 경기권
- 인천고등학교 : 김광수 (LG 2차 2순위)
- 유신고등학교 : 유한준 (현대 2차 3순위)
- 분당중앙고등학교 : 박수환 (삼성 2차 3순위)

#### 강원권
- 춘천고등학교 : 이상현 (현대 1차)

#### 대전, 충청권
- 북일고등학교 : 조규수 (한화 1차), 오윤 (현대 2차 2순위)
- 대전고등학교 : 마일영 (쌍방울 2차 1순위)
- 공주고등학교 : 정진수 (롯데 2차 1순위)

#### 대구,경북권
- 경북고등학교 : 배영수 (삼성 1차)
- 대구상업고등학교 : 장준관 (LG 2차 1순위), 강영식 (해태 2차 2순위), 박기혁 (롯데 2차 2순위)
- 대구고등학교 : 이범호 (한화 2차 1순위)

#### 부산, 경남권
- 부산고등학교 : 성민국 (두산 2차 3순위)
- 경남고등학교 : 강민영 (롯데 1차), 김태완 (LG 2차 3순위), 서정호 (롯데 2차 3순위)
- 경남상업고등학교 : 배홍철 (쌍방울 2차 3순위)
- 마산고등학교 : 이동학 (현대 2차 1순위)
- 마산상업고등학교 : 김현율 (해태 2차 3순위)

#### 전주,전북권
- 군산상업고등학교 : 이승호 (쌍방울 1차)
- 전주고등학교 : 전난수 (한화 2차 2순위)

#### 광주,전남권
- 광주상업고등학교 : 김성호 (해태 1차)

## 참조
1. ↑  1999년 11월 2일 쌍방울 레이더스가 현대 유니콘스에 지명권을 양도하였다. 나머지 쌍방울 지명 선수들은 SK 와이번스에 인계되었다.
2. ↑  고려대학교 진학 후 중퇴로 미입단
3. ↑  2003년 KBO 신인상 수상
4. ↑  경희대학교 진학
5. ↑  동의대학교 진학 후 중퇴로 미입단
6. ↑  중앙대학교 진학
7. ↑  동국대학교 진학
8. ↑  중앙대학교 진학 후 지명 권 포기로 롯데 자이언츠 입단
9. ↑  한양대학교 진학
10. ↑  연세대학교 진학
11. ↑  성균관대학교 진학
12. ↑  단국대학교 진학
13. ↑  동아대학교 진학
14. ↑  군산상고 재학 시절 1년간 유급
15. ↑  동의대학교 진학
16. ↑  고려대학교 진학
17. ↑  연세대학교 진학
18. ↑  경성대학교 진학
19. ↑  고려대학교 진학 후 미입단
20. ↑  경희대학교 진학
21. ↑  경희대학교 진학
22. ↑  SK 와이번스 인계, 동국대학교 진학
23. ↑  배재고등학교 전학 후 입단
24. ↑  상무 입대 후 2000년 지명 후 SK 와이번스 인계로 지명권 포기로 미입단
25. ↑  2003년에 이름을 '신승현'으로 개명
26. ↑  한양대학교 진학
27. ↑  원광대학교 진학